# Leon M. Lederman
Leon Max Lederman (Nueva York; 15 de julio de 1922-Rexburg, Idaho; 3 de octubre de 2018) fue un físico y profesor universitario estadounidense galardonado con el Premio Nobel de Física de 1988 por sus trabajos sobre los neutrinos.

## Biografía
Estudió química en la Universidad de Nueva York, donde se licenció en 1943. Tras participar en la Segunda Guerra Mundial, en 1951 consiguió el doctorado en física en la Universidad de Columbia, donde se convirtió en profesor en 1958 y donde posteriormente dirigió el Laboratorio de Investigación Física entre 1961 y 1978.
Entre 1979 y 1989 dirigió el Fermilab, laboratorio de investigación del gobierno de los Estados Unidos. Finalmente en 1989 dimitió de sus cargos y brevemente fue profesor en la Universidad de Chicago antes de trasladarse al Instituto Tecnológico de Illinois.
Expresidente de la American Physical Society, Lederman también recibió la National Medal of Science, el Premio Wolf y el Premio Ernest Orlando Lawrence. Lederman fue presidente de la Junta de patrocinadores del Bulletin of the Atomic Scientists. También formó parte del consejo de administración del Servicio Científico, ahora conocido como Sociedad para la Ciencia y el Público, de 1989 a 1992, y fue miembro del grupo consultivo de defensa de JASON.

## Investigaciones científicas
Sus investigaciones científicas se centraron, junto a Melvin Schwartz y Jack Steinberger, en un método de detección de los neutrinos que permitió demostrar la doble estructura de los leptones. Este descubrimiento permitió a los teóricos elaborar un esquema, conocido como modelo estándar, para la clasificación de todas las partículas elementales.
En 1977 consiguió detectar una nueva partícula quark, el quark fondo.
Once años más tarde, en 1988, fue galardonado con el Premio Nobel de Física, junto a los físicos compañeros Melvin Schwartz y Jack Steinberger, por sus trabajos sobre el neutrino.